# Tu t'en vas
"Tu t'en vas" is een nummer van de Franse zanger Alain Barrière en zangeres Noëlle Cordier. Het verscheen op het gelijknamige album van Barrière uit 1975. In november 1974 werd het uitgebracht als single. In 1975 bracht het duo Barry & Eileen een Engelstalige versie met de titel "If You Go" uit, die in Nederland en Vlaanderen een hit werd.

## Achtergrond
"Tu t'en vas" is geschreven en geproduceerd door Alain Barrière. In 1964 werd Barrière in Frankrijk bekend met zijn hit "Ma vie", maar in de jaren die volgden nam zijn populariteit af. In de tussentijd werden zangduo's met een man en een vrouw juist populairder in zijn thuisland, waardoor hij werd geïnspireerd om een duet met een vrouw op te nemen.
Barrière schreef de muziek en de tekst van "Tu t'en vas", die gaat over een koppel dat enkele weken eerder uit elkaar is gegaan. Hij vroeg aan Noëlle Cordier, die hij in 1973 in de rockopera La Révolution française zag optreden, om voor dit lied zijn duetpartner te worden. Toen het nummer in de zomer van 1974 moest worden opgenomen, was zijn vaste arrangeur Jean-Claude Petit niet beschikbaar. In plaats hiervan werd Gérard Salesses de arrangeur van het lied. Deze samenwerking beviel zo goed, dat Salasses vaker in deze rol op zou treden bij opnames van Barrière.
"Tu t'en vas" werd in november 1974 als single uitgebracht. In eerste instantie deed het niet veel in de hitlijsten. Vanaf februari 1975 begon het radiostation Europe 1 de single te draaien, waarna de singleverkopen toenamen. Mede door een optreden in het programma Ring Parade werd het in mei 1975 een nummer 1-hit in Frankrijk. Ook in Oostenrijk en een voorloper van de Waalse Ultratop 50 behaalde het de hoogste positie. Verder werd in onder meer Brazilië, Duitsland, Joegoslavië en Zwitserland de top 10 gehaald. In Nederland piekte de single op de vierde plaats in zowel de Top 40 als de Nationale Hitparade, terwijl in Vlaanderen de zeventiende positie in een voorloper van de Ultratop 50 werd gehaald. Met meer dan twee miljoen verkochte singles werd het de grootste hit uit de carrière van Barrière.

### Cover van Barry & Eileen
In mei 1975, toen "Tu t'en vas" in Frankrijk op nummer 1 stond, bracht het Engelse duo Barry & Eileen een Engelstalige cover van het nummer uit met de titel "If You Go". Het koppel was een jaar eerder naar België verhuisd, waar zij door muziekproducent Roland Uyttendaele werden ontdekt als zangduo. De opname werd in een aantal Europese landen als single uitgebracht, maar werd alleen in Nederland en België een succes. Het werd een nummer 1-hit in de Nederlandse Top 40, de Nationale Hitparade en een voorloper van de Vlaamse Ultratop 50.

## Hitnoteringen

### Alain Barrière & Noëlle Cordier

#### Nederlandse Top 40
| Hitnotering: 26-07-1975 t/m 06-09-1975 | Hitnotering: 26-07-1975 t/m 06-09-1975 | Hitnotering: 26-07-1975 t/m 06-09-1975 | Hitnotering: 26-07-1975 t/m 06-09-1975 | Hitnotering: 26-07-1975 t/m 06-09-1975 | Hitnotering: 26-07-1975 t/m 06-09-1975 | Hitnotering: 26-07-1975 t/m 06-09-1975 | Hitnotering: 26-07-1975 t/m 06-09-1975 | Hitnotering: 26-07-1975 t/m 06-09-1975 |
| Week                                   | 1                                      | 2                                      | 3                                      | 4                                      | 5                                      | 6                                      | 7                                      |                                        |
| -------------------------------------- | -------------------------------------- | -------------------------------------- | -------------------------------------- | -------------------------------------- | -------------------------------------- | -------------------------------------- | -------------------------------------- | -------------------------------------- |
| Nummer                                 | 25                                     | 15                                     | 8                                      | 4                                      | 5                                      | 16                                     | 35                                     | uit                                    |

#### Nationale Hitparade
| Hitnotering: 19-07-1975 t/m 06-09-1975 | Hitnotering: 19-07-1975 t/m 06-09-1975 | Hitnotering: 19-07-1975 t/m 06-09-1975 | Hitnotering: 19-07-1975 t/m 06-09-1975 | Hitnotering: 19-07-1975 t/m 06-09-1975 | Hitnotering: 19-07-1975 t/m 06-09-1975 | Hitnotering: 19-07-1975 t/m 06-09-1975 | Hitnotering: 19-07-1975 t/m 06-09-1975 | Hitnotering: 19-07-1975 t/m 06-09-1975 | Hitnotering: 19-07-1975 t/m 06-09-1975 |
| Week                                   | 1                                      | 2                                      | 3                                      | 4                                      | 5                                      | 6                                      | 7                                      | 8                                      |                                        |
| -------------------------------------- | -------------------------------------- | -------------------------------------- | -------------------------------------- | -------------------------------------- | -------------------------------------- | -------------------------------------- | -------------------------------------- | -------------------------------------- | -------------------------------------- |
| Nummer                                 | 27                                     | 18                                     | 11                                     | 6                                      | 4                                      | 4                                      | 11                                     | 24                                     | uit                                    |

### Barry & Eileen

#### Nederlandse Top 40
| Hitnotering: 31-05-1975 t/m 23-08-1975 | Hitnotering: 31-05-1975 t/m 23-08-1975 | Hitnotering: 31-05-1975 t/m 23-08-1975 | Hitnotering: 31-05-1975 t/m 23-08-1975 | Hitnotering: 31-05-1975 t/m 23-08-1975 | Hitnotering: 31-05-1975 t/m 23-08-1975 | Hitnotering: 31-05-1975 t/m 23-08-1975 | Hitnotering: 31-05-1975 t/m 23-08-1975 | Hitnotering: 31-05-1975 t/m 23-08-1975 | Hitnotering: 31-05-1975 t/m 23-08-1975 | Hitnotering: 31-05-1975 t/m 23-08-1975 | Hitnotering: 31-05-1975 t/m 23-08-1975 | Hitnotering: 31-05-1975 t/m 23-08-1975 | Hitnotering: 31-05-1975 t/m 23-08-1975 | Hitnotering: 31-05-1975 t/m 23-08-1975 |
| Week                                   | 1                                      | 2                                      | 3                                      | 4                                      | 5                                      | 6                                      | 7                                      | 8                                      | 9                                      | 10                                     | 11                                     | 12                                     | 13                                     |                                        |
| -------------------------------------- | -------------------------------------- | -------------------------------------- | -------------------------------------- | -------------------------------------- | -------------------------------------- | -------------------------------------- | -------------------------------------- | -------------------------------------- | -------------------------------------- | -------------------------------------- | -------------------------------------- | -------------------------------------- | -------------------------------------- | -------------------------------------- |
| Nummer                                 | 32                                     | 18                                     | 7                                      | 3                                      | 1                                      | 1                                      | 1                                      | 2                                      | 4                                      | 7                                      | 12                                     | 24                                     | 39                                     | uit                                    |

#### Nationale Hitparade
| Hitnotering: 07-06-1975 t/m 16-08-1975 | Hitnotering: 07-06-1975 t/m 16-08-1975 | Hitnotering: 07-06-1975 t/m 16-08-1975 | Hitnotering: 07-06-1975 t/m 16-08-1975 | Hitnotering: 07-06-1975 t/m 16-08-1975 | Hitnotering: 07-06-1975 t/m 16-08-1975 | Hitnotering: 07-06-1975 t/m 16-08-1975 | Hitnotering: 07-06-1975 t/m 16-08-1975 | Hitnotering: 07-06-1975 t/m 16-08-1975 | Hitnotering: 07-06-1975 t/m 16-08-1975 | Hitnotering: 07-06-1975 t/m 16-08-1975 | Hitnotering: 07-06-1975 t/m 16-08-1975 | Hitnotering: 07-06-1975 t/m 16-08-1975 |
| Week                                   | 1                                      | 2                                      | 3                                      | 4                                      | 5                                      | 6                                      | 7                                      | 8                                      | 9                                      | 10                                     | 11                                     |                                        |
| -------------------------------------- | -------------------------------------- | -------------------------------------- | -------------------------------------- | -------------------------------------- | -------------------------------------- | -------------------------------------- | -------------------------------------- | -------------------------------------- | -------------------------------------- | -------------------------------------- | -------------------------------------- | -------------------------------------- |
| Nummer                                 | 24                                     | 10                                     | 3                                      | 1                                      | 1                                      | 1                                      | 2                                      | 3                                      | 5                                      | 8                                      | 14                                     | uit                                    |

#### NPO Radio 2 Top 2000
| Nummer met noteringen in de NPO Radio 2 Top 2000 | '99  | '00  | '01  | '02  | '03  | '04  | '05  | '06 | '07  | '08  |
| ------------------------------------------------ | ---- | ---- | ---- | ---- | ---- | ---- | ---- | --- | ---- | ---- |
| If You Go                                        | 1657 | 1557 | 1602 | 1684 | 1898 | 1714 | 1751 | -   | 1828 | 1934 |

1. ↑  Een '-' betekent dat het nummer niet was genoteerd en een vetgedrukt getal geeft de hoogste notering aan.
2. ↑  Deze tabel is bijgewerkt tot en met de laatste editie (2024).